# 22歳の私
「22歳の私」（にじゅうにさいのわたし）は、安倍なつみのソロデビューシングル。2003年8月13日発売。

## 解説
モーニング娘。のメンバーである安倍なつみのソロデビューシングル。
初回盤は三方背BOX仕様でピクチャーレーベルが異なり、24P写真集、A2ポスター、イベント参加券が封入された。
シングルVも同時に発売された。
映画『17才 〜旅立ちのふたり〜』主題歌。

## 収録曲
全作詞・作曲：つんく
1. 22歳の私 (4:56)
編曲：小西貴雄
2. 夕焼け空 (4:08)
編曲：高橋諭一
3. 22歳の私 (Instrumental) (4:56)

## 参加ミュージシャン
22歳の私
- キーボード&プログラミング：小西貴雄
- マニピュレータ：勝浦剛
- ギター：朝井泰生
- コーラス：つんく

夕焼け空
- ギター&プログラミング：高橋諭一
- コーラス：安倍なつみ・高橋諭一